# جيد بايلي

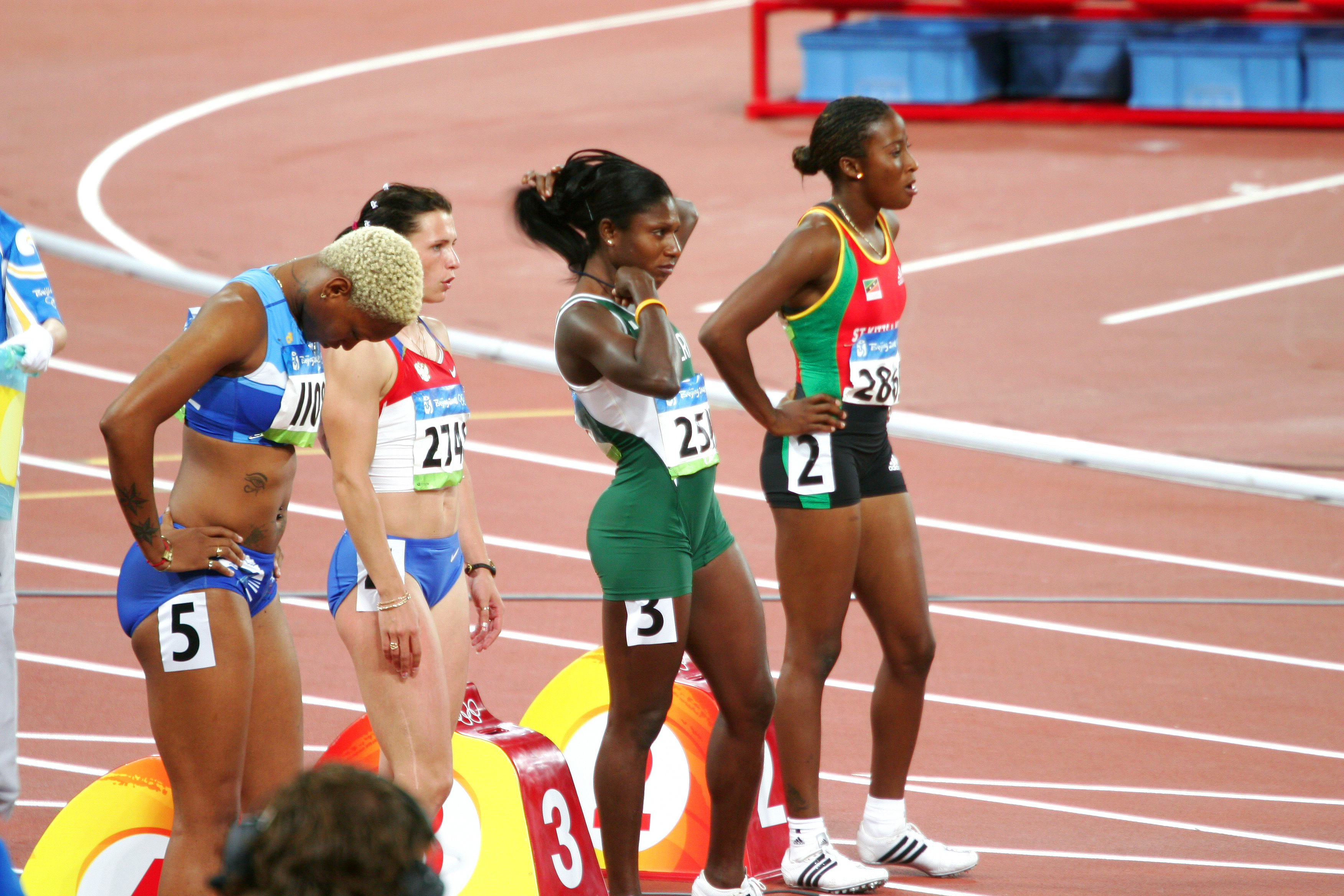
جيد بايلي صاحبة الرقم 5 في دورة الألعاب الأولمبية الصيفية 2008 في بكين

جيد بايلي (بالإنجليزية: Jade Bailey) هي عدائة مسافات قصيرة بربادوسية ولدت في يوم 10 يونيو 1983 إختصت في سباق ال100 متر وسباق ال200 متر، أبرز إنجازاتها هو فوزها بالميدالية الفضية في بطولة أمريكا الوسطى والكاريبي لألعاب القوى للناشئين 2002 في بريجتاون في سباق 4×100 تتابع مع الفريق البربادوسي، جيد بايلي هي حاملة الرقم الوطني لبلدها في سباق 200 متر ب22.91 ثانية.

## روابط خارجية
- جيد بايلي على موقع الاتحاد الدولي لألعاب القوى (الإنجليزية)
- جيد بايلي على موقع أوليمبيديا (الإنجليزية)
- جيد بايلي على موقع اتحاد ألعاب الكومنولث (مؤرشف) (الإنجليزية)